# Paul Gautsch
Paul Gautsch svobodný pán von Frankenthurn (26. února 1851 Döbling – 20. dubna 1918 Vídeň) byl rakouský politik, který opakovaně zastával funkci ministerského předsedy Předlitavska.

## Život
Gautsch byl syn státního úředníka (policejního komisaře), studoval na elitním gymnáziu Theresianu a na vídeňské univerzitě práva. Pak nastoupil do státních služeb, kde jeho kariéra rychle stoupala, v letech 1885–93 a 1895–97 byl ministrem kultu a vyučování v Taaffeho vládě. Zasazoval se o školskou reformu (zřizování reálných škol, státní subvence obcím na budování škol, sociální zajištění učitelů atd). V době jeho ministerství došlo k definitivnímu rozdělení pražské univerzity. Od roku 1881 také vedl vídeňské Theresianum. V roce 1897 krátce předsedal úřednickému kabinetu. Premiérem byl ještě v letech 1905–1906. Potřetí vedl vládu v roce 1911.
Často pobýval na zámku v Novém Jičíně a věnoval se lovu ve zdejších lesích. Roku 1895 byl jmenován čestným občanem Šenova u Nového Jičína.
Oženil se 12. září 1876 s Helenou Schlumberger von Goldeck (1854–1909), která pocházela z podnikatelské rodiny. Z manželství vzešly tři děti. Starší dcera Helena se provdala do rodiny Kleinů, mladší Matylda do rodu Zedtwitzů. Jediný syn Oskar (1879–1958) se v roce 1924 oženil s princeznou Ellou Festeticsovou (1888–1951), dcerou Tassila Festeticse.
V roce 1908 po něm byl pojmenován parník Baron Gautsch. Zemřel 20. dubna 1918 ve věku sedmašedesáti let. 